# Eubalaena
 Eubalaena  ist eine Gattung der Glattwale, die mit dem Atlantischen Nordkaper (Eubalaena glacialis), dem Pazifischen Nordkaper (Eubalaena japonica) und dem Südkaper (Eubalaena australis) drei Walarten beinhaltet.

## Merkmale
Die Glattwale der Gattung Eubalaena gehören als Bartenwale zu den größten Arten der Wale und damit zu den größten Tierarten überhaupt. Die beiden Nordkaper und der Südkaper sind etwa gleich groß und gleich schwer. Die Tiere werden meist etwa 15 Meter lang, maximal kann eine Körperlänge von 18 Metern erreicht werden. Ihr Gewicht liegt zwischen 50 und 56 Tonnen. Kennzeichnend sind die langen, dünnen, schwarzen Barten, die bei allen drei Arten etwa 2,5 Meter lang sind.
Als Glattwale besitzen sie keine Furchen an der Kehle, die für die Furchenwale typisch sind. Ihnen fehlt zudem eine Rückenfinne und die Flipper sind recht kurz, jedoch kräftig ausgebildet. Als Bewohner meist sehr kalter Meere bis hin zum Südpolarmeer besitzen sie einen extrem dicken Blubber. Diese Speckschicht, welche in ihrer Dicke die anderer Wale deutlich übertrifft, bietet Isolation gegen das kalte Wasser.

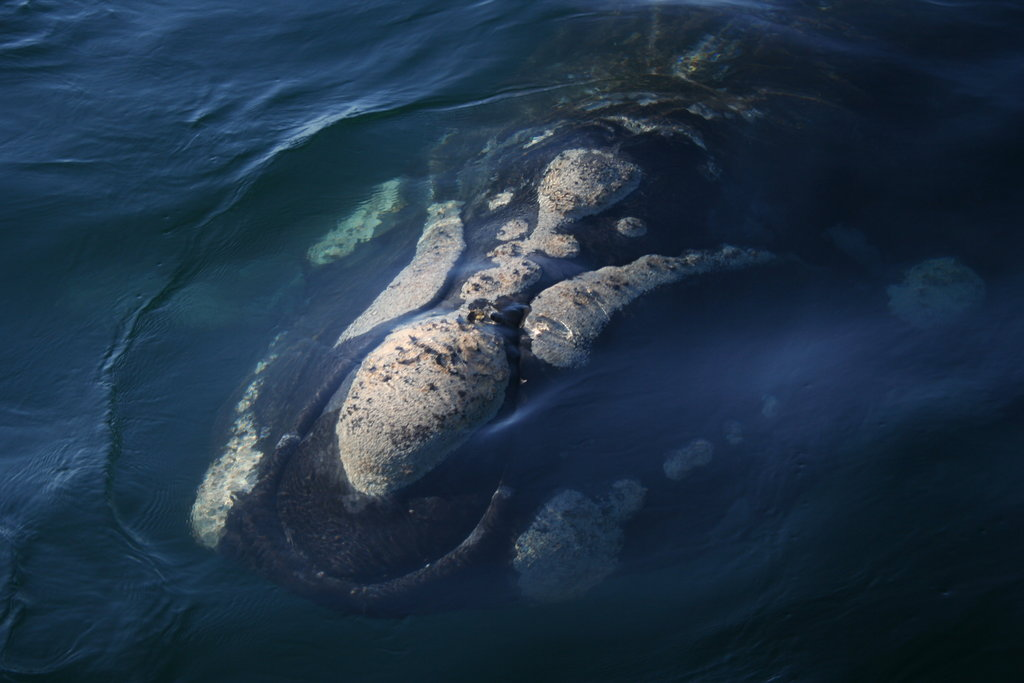
Mütze eines Südkapers (Eubalaena australis). Erkennbar sind auch die Rostralauflagerung, Teile der Wucherungen um das Blasloch und einige andere Wucherungen.

Die Nordkaper und der Südkaper unterscheiden sich von anderen Walarten und auch vom verwandtschaftlich nahestehenden Grönlandwal durch ihre auffälligen Hautwucherungen im Kopfbereich; vor allem der Ober- und Unterkiefer sowie der Augenbereich sind davon betroffen. Diese Hautwucherungen werden von Seepocken und Walläusen (Cyamus) besiedelt. Auffällig ist, dass diese sogenannten „Mützen“ bei Bullen ausgeprägter sind als bei Weibchen.
Aufgrund der Lebensweise nah an der Küste, der langsamen Schwimmgeschwindigkeit und der hohen Ausbeute an Waltran galten die Arten als "ideal" für den Walfang, was sich im Englischen Trivialnamen right wale ausdrückt. Als Folge der Überjagung – und in Folge auch anderer Faktoren wie Kollisionen mit Schiffen oder Verheddern in Leinen und Netzen – sind alle diese Arten heute in unterschiedlichem Ausmaß vom Aussterben bedroht.

## Verbreitung
Die Arten leben bevorzugt in kalten Meeren, auf ihren Wanderungen erreichen sie jedoch auch warme Meeresteile in den Subtropen. Fast alle Gewässer um die Arktis werden von Glattwalen bewohnt, ebenso wie Großteile des Nordatlantiks und des Nordpazifiks. Hier leben der Atlantische Nordkaper und der Pazifische Nordkaper.
Die südliche Hemisphäre wird vom Südkaper bewohnt, der alle südlichen Meere bis auf die Küsten der Antarktis bewohnt. Die Südküste Australiens, Teile der Küste Südamerikas und die Südküste Afrikas gehören zum von ihm bewohnten Areal.

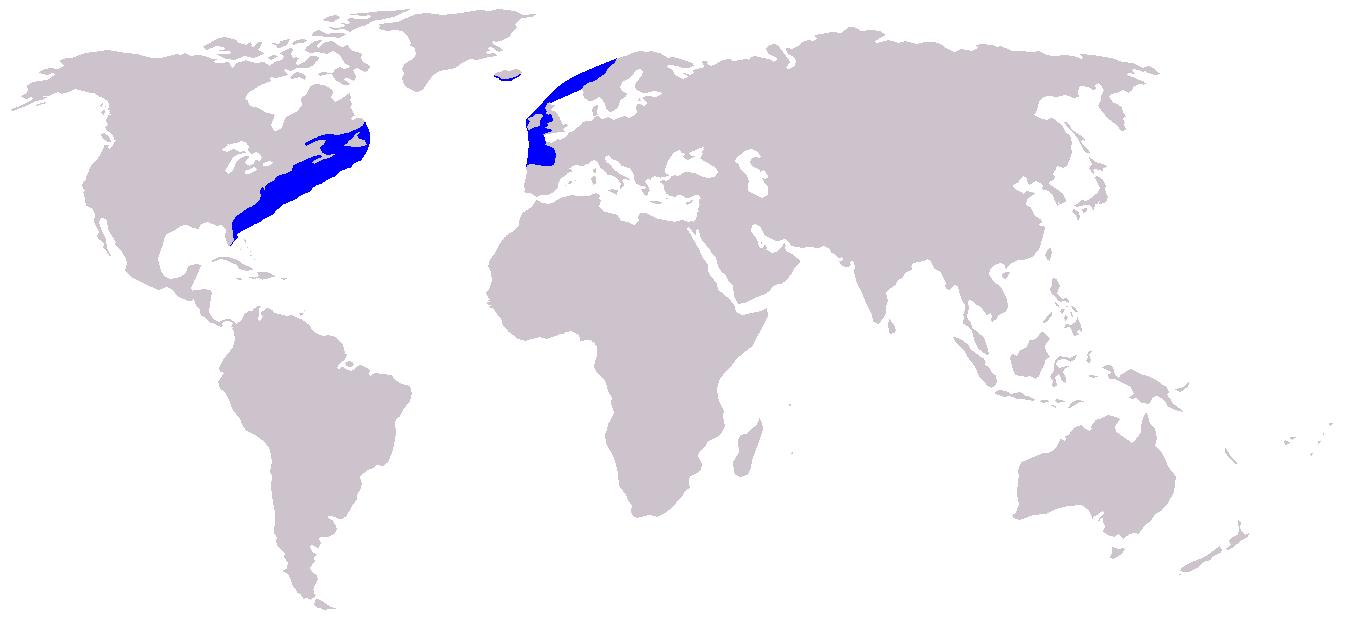
Verbreitung des Atlantischen Nordkapers
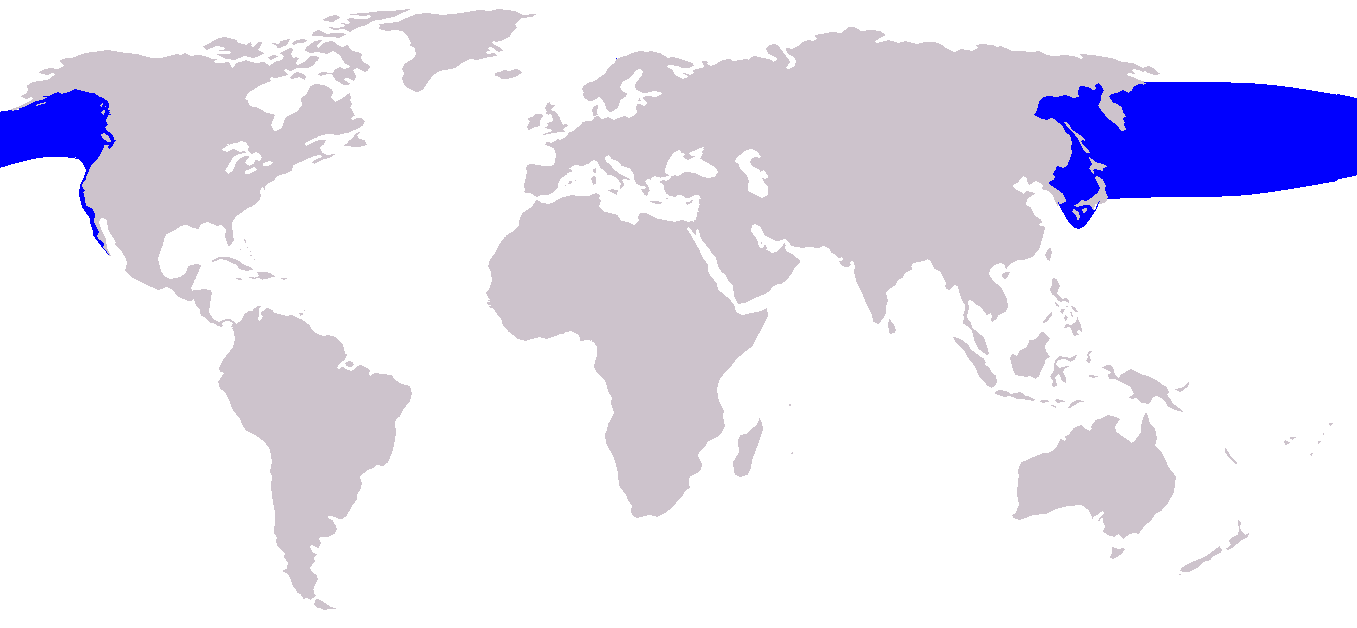
Verbreitung des Pazifischen Nordkapers
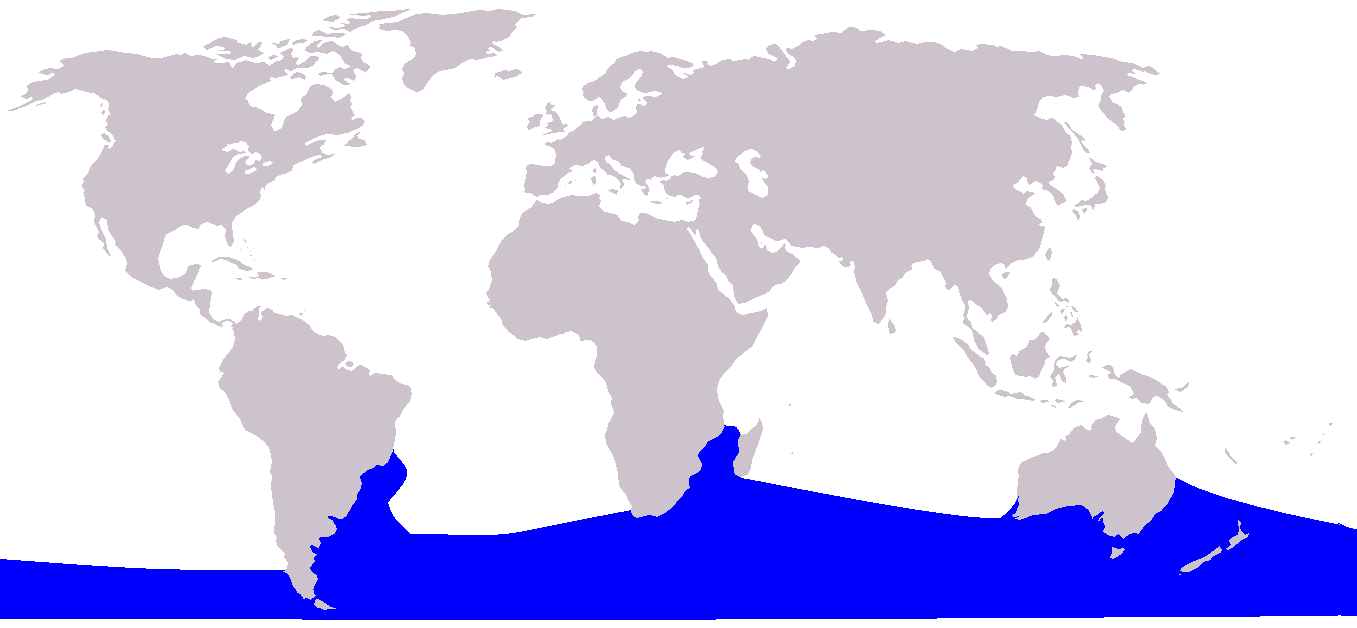
Verbreitung des Südkapers

## Lebensweise
Eubalaena-Arten sind langsam schwimmende Wale, die wie alle Bartenwale ihre Nahrung mit ihren Barten aus dem Wasser sieben; hauptsächlich bleiben Ruderfußkrebse darin hängen, aber auch kleine Fische.

## Systematik

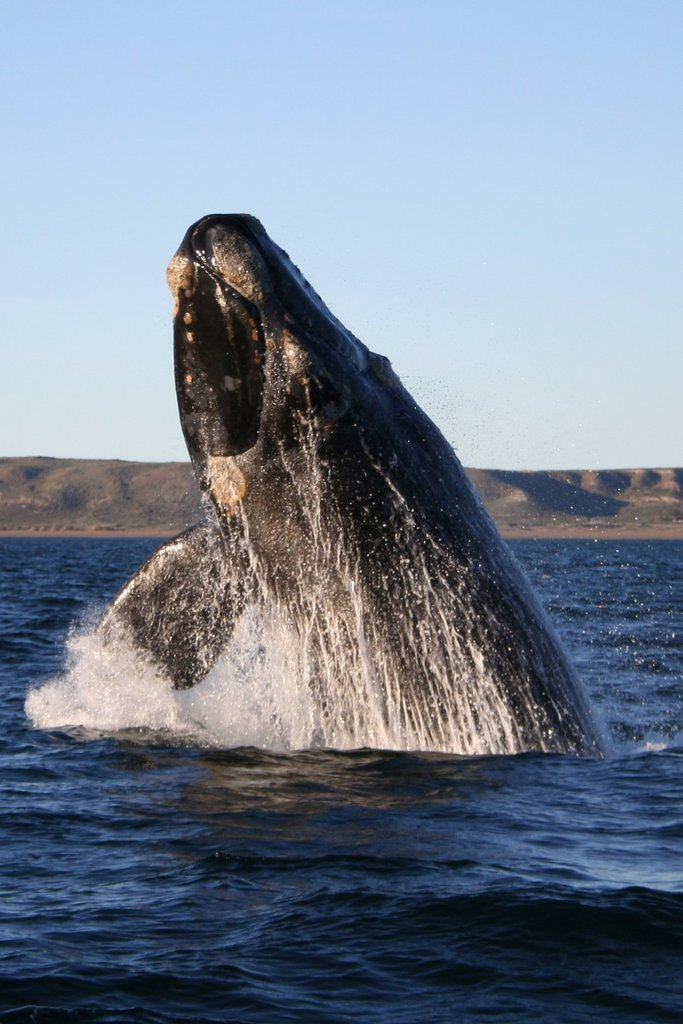
Springender Südkaper

Die Gattung Eubalaena beinhaltet mit dem Atlantischen Nordkaper (Eubalaena glacialis), dem Pazifischen Nordkaper (Eubalaena japonica) und dem Südkaper (Eubalaena australis) drei Arten. Diese bilden gemeinsam mit dem Grönlandwal (Balaena mysticetus) die Familie der Glattwale.
Die Arten Eubalaena glacialis und Eubalaena japonica wurden bis zum Jahr 2000 als Unterarten der Art Eubalaena glacialis geführt. Jüngere DNA-Untersuchungen untermauerten die These, dass die beiden Unterarten zwei getrennte Arten sind.